# Copa del Caribe de 1995
La Copa del Caribe de 1995 fue la 6ª edición del torneo de fútbol a nivel de selecciones nacionales más importante del Caribe, organizado por la CFU y cuya ronda final se jugó en Islas Caimán y Jamaica, siendo la primera ocasión en que el torneo es organizado por 2 países.
Trinidad y Tobago venció en la final a San Vicente y las Granadinas para proclamarse campeón por cuarta ocasión, y la segunda de manera consecutiva.

## Primera Fase
| 7 de mayo de 1995 | Aruba            | 3 – 4 | Antillas Neerlandesas        | Trinidad Stadion, Oranjestad, Aruba |  |
|                   | Lake (2) Vanegas |       | Martina (2) Jansen Bonevacia |                                     |  |

| 14 de mayo de 1995 | Antillas Neerlandesas   | 3 – 2 | Aruba     | Bramendiweg Sportpark, Willemstad, Antillas Neerlandesas |  |
|                    | Lodovica Martina Jansen |       | Kock Lake |                                                          |  |

 Antillas Neerlandesas avanzó a la siguiente ronda con un marcador global de 7-5.

## Ronda Clasificatoria

### Grupo 1
Se jugó en  República Dominicana
| Equipo                | Pts | J | G | E | P | GF | GC | GD  |
| --------------------- | --- | - | - | - | - | -- | -- | --- |
| Cuba                  | 9   | 3 | 3 | 0 | 0 | 15 | 0  | +15 |
| Antillas Neerlandesas | 4   | 3 | 1 | 1 | 1 | 4  | 6  | -2  |
| República Dominicana  | 3   | 3 | 1 | 0 | 2 | 4  | 6  | -2  |
| Puerto Rico           | 1   | 3 | 0 | 1 | 2 | 3  | 14 | -11 |

| 23 de mayo de 1995 | Cuba                        | 3 – 0 | Antillas Neerlandesas | Estadio Quisqueya, Santo Domingo, República Dominicana |  |
|                    | Hernández (2) Andrés Roldán |       |                       |                                                        |  |

| 23 de mayo de 1995 | República Dominicana   | 3 – 1 | Puerto Rico | Estadio Quisqueya, Santo Domingo, República Dominicana |  |
|                    | García Aquino Castillo |       | Lugris      |                                                        |  |

| 25 de mayo de 1995 | Puerto Rico    | 2 – 2 | Antillas Neerlandesas | Estadio Quisqueya, Santo Domingo, República Dominicana |  |
|                    | Montero Rivera |       | Samboe (2)            |                                                        |  |

| 25 de mayo de 1995 | Cuba                     | 3 – 0 | República Dominicana | Estadio Quisqueya, Santo Domingo, República Dominicana |  |
|                    | Marten Álvarez Hernández |       |                      |                                                        |  |

| 27 de mayo de 1995 | República Dominicana | 1 – 2 | Antillas Neerlandesas | Estadio Quisqueya, Santo Domingo, República Dominicana |  |
|                    | Rodríguez            |       | Constancia Martina    |                                                        |  |

| 27 de mayo de 1995 | Cuba                                             | 9 – 0 | Puerto Rico | Estadio Quisqueya, Santo Domingo, República Dominicana |  |
|                    | Hernández (3) Bobadilla (2) Cruz (2) García Luis |       |             |                                                        |  |

### Grupo 2
Se disputó en Guayana Francesa
| Equipo           | Pts | J | G | E | P | GF | GC | GD |
| ---------------- | --- | - | - | - | - | -- | -- | -- |
| Guayana Francesa | 4   | 3 | 1 | 1 | 1 | 7  | 5  | +2 |
| Martinica        | 4   | 3 | 1 | 1 | 1 | 5  | 4  | +1 |
| Guadalupe        | 4   | 3 | 1 | 1 | 1 | 5  | 5  | 0  |
| Surinam          | 4   | 3 | 1 | 1 | 1 | 3  | 6  | -3 |

| 9 de mayo de 1995 | Guayana Francesa | 1 – 3 | Martinica                   | Stade de Baduel, Cayenne, Guayana Francesa |  |
|                   | Morriseau 15'    |       | Emika 35' 40' · Elismar 65' |                                            |  |

| 9 de mayo de 1995 | Guadalupe | 1 – 2 | Surinam           | Stade de Baduel, Cayenne, Guayana Francesa |  |
|                   | Wills 20' |       | Kempenaar 35' 75' |                                            |  |

| 11 de mayo de 1995 | Guayana Francesa         | 2 – 2 | Guadalupe                       | Stade de Baduel, Cayenne, Guayana Francesa |  |
|                    | Aubert 68' · Mettela 78' |       | Pierre-John 25' · Coucoutou 50' |                                            |  |

| 11 de mayo de 1995 | Martinica      | 1 – 1 | Surinam       | Stade de Baduel, Cayenne, Guayana Francesa |  |
|                    | Jean-Louis 37' |       | Josefzoon 48' |                                            |  |

| 13 de mayo de 1995 | Surinam | 0 – 4 | Guayana Francesa                               | Stade de Baduel, Cayenne, Guayana Francesa |  |
|                    |         |       | Cincinnat 31' 40' · Noel 55' · Durcheville 81' |                                            |  |

| 13 de mayo de 1995 | Guadalupe                      | 2 – 1 | Martinica | Stade de Baduel, Cayenne, Guayana Francesa |  |
|                    | Pierre-John 75' · Ramssamy 86' |       | Emika 80' |                                            |  |

### Grupo 3
Se jugó bajo un sistema de eliminación directa a visita recíproca

#### Primera ronda
| 26 de marzo de 1995 | Barbados                | 3 – 0 | Guyana | Hadley Court Stadium, Bridgetown, Barbados |  |
|                     | Mullins Riley Goodridge |       |        |                                            |  |

| 2 de abril de 1995 | Guyana | 0 – 4 | Barbados                          | Bourda Cricket Ground, Georgetown, Guyana |  |
|                    |        |       | Riley 35' 41' 74' · Alexander 89' |                                           |  |

Barbados avanzó a la siguiente ronda con un marcador global de 7-0
| 21 de marzo de 1995 | Granada         | 2 – 0 | Santa Lucía | Grenada National Stadium, St. George's, Granada |  |
|                     | Forsyth Charles |       |             |                                                 |  |

| 9 de abril de 1995 | Santa Lucía               | 4 – 0 | Granada | Mindoo Phillip Park, Castries, Santa Lucía |  |
|                    | Callender (2) Rismay Elva |       |         |                                            |  |

Santa Lucía clasificó con un marcador global de 4-2

#### Segunda ronda
| 30 de abril de 1995 | Barbados | 1 – 1 | Santa Lucía | Hadley Court Stadium, Bridgetown, Barbados |  |
|                     | Riley    |       | Edmund      |                                            |  |

| 7 de mayo de 1995 | Santa Lucía   | 2 – 1 | Barbados | Mindoo Phillip Park, Castries, Santa Lucía |  |
|                   | Emmanuel Elva |       | Riley    |                                            |  |

Santa Lucía clasifica a la Ronda Final con un marcador global de 3-2.

### Grupo 4
Se jugó bajo la modalidad de eliminción directa a visita recíproca.

#### Primera ronda
| 26 de marzo de 1995 | Montserrat          | 3 – 2 | Anguila        | Sturge Park, Woodlands, Montserrat |  |
|                     | Edwards Wade Morris |       | Carter Proctor |                                    |  |

| 2 de abril de 1995 | Anguila | 0 – 1 | Montserrat | Parque Ronald Webster, The Valley, Anguila |  |
|                    |         |       | Webb       |                                            |  |

Montserrat avanza a la siguiente ronda con un marcador global de 4-2.
| 26 de marzo de 1995 | Dominica | 0 – 1 | San Vicente y las Granadinas | Windsor Park, Roseau, Dominica |  |
|                     |          |       | Velox                        |                                |  |

| 2 de abril de 1995 | San Vicente y las Granadinas | 0 – 0 | Dominica | Arnos Vale Stadium, Kingstown, San Vicente |  |

San Vicente y las Granadinas clasificó a la siguiente ronda con un marcador global de 1-0.

#### Segunda ronda
| 30 de abril de 1995 | San Vicente y las Granadinas          | 9 – 0 | Montserrat | Arnos Vale Stadium, Kingstown, San Vicente |  |
|                     | Jack (3) Hinds (3) Harry Chewitt John |       |            |                                            |  |

| 7 de mayo de 1995 | Montserrat | 0 – 11 | San Vicente y las Granadinas         | Sturge Park, Woodlands, Montserrat |  |
|                   |            |        | Jack (6) Hinds (2) Chewitt (2) Harry |                                    |  |

San Vicente y las Granadinas clasifica a la Ronda Final con un marcador global de 20-0.

### Grupo 5
Se jugó bajo un sistema de eliminación directa a visita recíproca.

#### Primera ronda
| 19 de marzo de 1995 | Sint Maarten | 0 – 2 | San Cristóbal y Nieves | Raoul Illidge Sports Complex, Philipsburg, Sint Maarten |  |
|                     |              |       | Gumbs Francis          |                                                         |  |

| 26 de marzo de 1995 | San Cristóbal y Nieves | 5 – 0 | Sint Maarten | Warner Park, Basseterre, San Cristóbal y Nieves |  |
|                     | Gumbs (3) Francis (2)  |       |              |                                                 |  |

San Cristóbal y Nieves avanzó con un marcador global de 7-0.
| | Antigua y Barbuda | w.o | Islas Vírgenes Británicas |  |  |
| Islas Vírgenes Británicas abandonó el torneo, por lo que Antigua y Barbuda avanzó a la siguiente ronda. |                   |     |                           |  |  |

#### Segunda ronda
| 30 de abril de 1995 | San Cristóbal y Nieves | 1 – 1 | Antigua y Barbuda | Warner Park, Basseterre, San Cristóbal y Nieves |  |
|                     | Huggins                |       | Gonsalves         |                                                 |  |

| 21 de mayo de 1995 | Antigua y Barbuda  | 2 – 2 (t. s.)(4 - 3 p.) | San Cristóbal y Nieves | Yasco Stadium, St. John's, Antigua y Barbuda |  |
|                    | Gonsalvesa Edwards |                         | Gumbs Kelly            |                                              |  |

Antigua y Barbuda clasifica a la Ronda Final.

## Segunda Fase

### Grupo A
| Equipo                       | Pts | J | G | E | P | GF | GC | GD |
| ---------------------------- | --- | - | - | - | - | -- | -- | -- |
| San Vicente y las Granadinas | 7   | 3 | 2 | 1 | 0 | 10 | 4  | +6 |
| Islas Caimán                 | 7   | 3 | 2 | 1 | 0 | 5  | 2  | +3 |
| Antigua y Barbuda            | 3   | 3 | 1 | 0 | 2 | 3  | 8  | -5 |
| Guayana Francesa             | 0   | 3 | 0 | 0 | 3 | 2  | 6  | -4 |

| 21 de julio de 1995 | Islas Caimán  | 2 – 0 | Antigua y Barbuda | Truman Bodden Stadium, George Town, Islas Caimán |  |
|                     | L. Ramoon (2) |       |                   |                                                  |  |

| 21 de julio de 1995 | Guayana Francesa | 1 – 3 | San Vicente y las Granadinas | Truman Bodden Stadium, George Town, Islas Caimán |  |
|                     | Jose Saibou      |       | Jack Velox (2)               |                                                  |  |

| 23 de julio de 1995 | Antigua y Barbuda | 1 – 5 | San Vicente y las Granadinas       | Truman Bodden Stadium, George Town, Islas Caimán |  |
|                     | Gonsalves         |       | Jack (2) Velox (pen.) Hinds Prince |                                                  |  |

| 23 de julio de 1995 | Islas Caimán | 1 – 0 | Guayana Francesa | Truman Bodden Stadium, George Town, Islas Caimán |  |
|                     | Samuels      |       |                  |                                                  |  |

| 25 de julio de 1995 | Guayana Francesa | 1 – 2 | Antigua y Barbuda | Truman Bodden Stadium, George Town, Islas Caimán |  |
|                     | Golitin          |       | Gonsalves Edwards |                                                  |  |

| 25 de julio de 1995 | Islas Caimán   | 2 – 2 | San Vicente y las Granadinas | Truman Bodden Stadium, George Town, Islas Caimán |  |
|                     | Welcome Rivers |       | Keizer (2)                   |                                                  |  |

### Grupo B
| Equipo            | Pts | J | G | E | P | GF | GC | GD |
| ----------------- | --- | - | - | - | - | -- | -- | -- |
| Trinidad y Tobago | 6   | 3 | 2 | 0 | 1 | 7  | 1  | +6 |
| Cuba              | 6   | 3 | 2 | 0 | 1 | 4  | 3  | +1 |
| Jamaica           | 6   | 3 | 2 | 0 | 1 | 4  | 3  | +1 |
| Santa Lucía       | 0   | 3 | 0 | 0 | 3 | 1  | 9  | -8 |

| 19 de julio de 1995 | Jamaica               | 2 – 1 | Santa Lucía | National Stadium, Kingston, Jamaica |                                |
|                     | Lowe 10' · Wright 59' |       | Elva 37'    | Asistencia: 2,000 espectadores      | Asistencia: 2,000 espectadores |

| 19 de julio de 1995 | Cuba | 0 – 2 | Trinidad y Tobago | National Stadium, Kingston, Jamaica |                                |
|                     |      |       | Eve 31' 76'       | Asistencia: 2,000 espectadores      | Asistencia: 2,000 espectadores |

| 21 de julio de 1995 | Jamaica  | 1 – 2 | Cuba              | National Stadium, Kingston, Jamaica |                                |
|                     | Whitmore |       | Hernández Álvarez | Asistencia: 3,000 espectadores      | Asistencia: 3,000 espectadores |

| 21 de julio de 1995 | Santa Lucía | 0 – 5 | Trinidad y Tobago         | National Stadium, Kingston, Jamaica |                                |
|                     |             |       | Dwarika (2) Lewis (2) Eve | Asistencia: 3,000 espectadores      | Asistencia: 3,000 espectadores |

| 23 de julio de 1995 | Cuba         | 2 – 0 | Santa Lucía | National Stadium, Kingston, Jamaica |                   |
|                     | Dalcourt (2) |       |             | Árbitro(s): 1,890                   | Árbitro(s): 1,890 |

| 23 de julio de 1995 | Trinidad y Tobago | 0 – 1 | Jamaica  | National Stadium, Kingston, Jamaica |                                |
|                     |                   |       | Whitmore | Asistencia: 1,890 espectadores      | Asistencia: 1,890 espectadores |

## Etapa Final

### Semifinales
| 27 de julio de 1995 | San Vicente y las Granadinas      | 3 – 2 | Cuba                        | Truman Bodden Stadium, George Town, Islas Caimán |  |
|                     | Hinds 46' · Jack 48' · Prince 51' |       | Hernández 13' · Garrido 68' |                                                  |  |

| 28 de julio de 1995 | Islas Caimán        | 2 – 9 | Trinidad y Tobago                       | Truman Bodden Stadium, George Town, Islas Caimán |  |
|                     | Whittaker L. Ramoon |       | Lewis (3) Eve (2) Dwarika (2) Cyrus (2) |                                                  |  |

### Tercer lugar
| 30 de julio de 1995 | Islas Caimán | 0 – 3 | Cuba                  | Truman Bodden Stadium, George Town, Islas Caimán |  |
|                     |              |       | Dalcourt Bobadilla ag |                                                  |  |

### Final
| 30 de julio de 1995 | Trinidad y Tobago | 5 – 0 | San Vicente y las Granadinas                                                 | Truman Bodden Stadium, George Town, Islas Caimán |                                 |
|                     |                   |       | Eve 35' · Brown 37' · (Autogol) · Marcelle 38' · Dwarika 64' · St. Louis 65' | Asistencia: 10,000 espectadores                  | Asistencia: 10,000 espectadores |

Trinidad y Tobago y San Vicente y las Granadinas clasificaron a la Copa de Oro de la Concacaf 1996.

## Campeón
| Bandera de Trinidad y Tobago |
| Trinidad y Tobago 4º título  |

## Goleadores
| Jugador | Jugador                  | Goles |
| ------- | ------------------------ | ----- |
| 1.      | Angus Eve                | 6     |
| 2.      | Arnold Dwarika           | 5     |
|         | Leonson Lewis            | 5     |
| 4.      | Rodney Jack              | 4     |
| 5.      | Lazaro Darcourt Martínez | 3     |
|         | Lee Ramoon               | 3     |
|         | Kendall Velox            | 3     |